# Тейшейра, Константину
Константину Тейшейра (порт. Constantino Teixeira; XX век, Португальская Гвинея — 1988, Бисау) — государственный и политический деятель Гвинеи-Бисау.

## Биография
Точное происхождение, а также дата рождения неизвестны, предполагается, что он родился на территории Португальской Гвинеи. В юности присоединился к движению сопротивления, которое боролось против португальской колониальной власти за независимость страны. Быстро поднялся в иерархии «Африканской партии независимости Гвинеи и Кабо-Верде» (ПАИГК). Являлся личным телохранителем революционера Амилкара Кабрала. Был участником Войны за независимость Гвинеи-Бисау от Португалии до 1974 года, будучи одним из командующих южным фронтом на границе с Гвинеей. Был одним из пяти лучших командиров сил повстанцев, 19 сентября 1976 года ему было присвоено высшее звание.
Работал министром внутренних дел независимой Гвинеи-Бисау. После гибели генерала Франсишку Мендеша в автокатастрофе 7 июля 1978 года временно сменил его на должности премьер-министра, а 28 сентября 1978 года этот пост занял Жуан Бернарду Виейра, который спустя два года сверг президента Луиша де Алмейду Кабрала, приказал арестовать и поместить под домашний арест всех его доверенных лиц, включая Константину Тейшейру. Оставался под домашним арестом на острове Болама в течение семи лет, пока не был освобождён.
Скончался в 1988 году в городе Бисау от болезни.